# Погоріле (озеро, Одеська область)
Погорі́ле — невелике заплавне озеро в Україні, в межах Біляївської міської громади Одеської області. Розташоване в заплаві Дністра, на південь від міста Біляївки.
Назва «Погоріле» відноситься не лише до озера, але також до всієї плавневої ділянки між вулицею Кіпенка і Турунчуком. Найвірогідніше, назва походить від вигорання плавнів, які трапляються тут майже щороку. Але за іншою версією, в цьому районі мешкав чоловік на прізвище Погорілий.
Озеро характеризується незначною течією. Поповнення води відбувається через мережу єриків, що поєднують озеро з Турунчуком. Озеро слугує нерестовищем фітофільних риб. Вміст кисню вод озера становить 96,4—96,5 %, при концентрації — 9,6—11,5 мг/л. Солоність вод — 1,0—1,2 ‰, pH — 8,3—8,7.